# روبن آلوز
روبن آلوز (انگلیسی: Ruben Alves؛ زادهٔ ۹ ژانویهٔ ۱۹۸۰) بازیگر، کارگردان و فیلم‌نامه‌نویس اهل فرانسه است.
از فیلم‌ها یا برنامه‌های تلویزیونی که وی در آن نقش داشته‌است می‌توان به ایو سن لوران اشاره کرد.
وی همچنین برندهٔ جوایزی همچون جایزه بهترین فیلم اروپایی از نگاه تماشاگران شده‌است.